# Hrašovík
Hrašovík (allemand : Raasfelde) , est un village de Slovaquie situé dans la région de Košice.

## Histoire
Première mention écrite du village en 1271.

## Démographie

### Évolution de la population
| Année:               | 1994. | 2004.    | 2014.    | 2024. |
| -------------------- | ----- | -------- | -------- | ----- |
| Nombre de personnes: | 264   | 298      | 330      | 429   |
| Différence:          |       | +12,87 % | +10,73 % | +30 % |

| Année:               | 2023. | 2024.   |
| -------------------- | ----- | ------- |
| Nombre de personnes: | 418   | 429     |
| Différence:          |       | +2,63 % |